# Kuschelina scripticollis
Kuschelina scripticollis är en skalbaggsart som först beskrevs av Thomas Say 1824.  Kuschelina scripticollis ingår i släktet Kuschelina och familjen bladbaggar. Inga underarter finns listade i Catalogue of Life.